# Neoclytus steelei
Neoclytus steelei es una especie de escarabajo longicornio del género Neoclytus, tribu Clytini, subfamilia Cerambycinae. Fue descrita científicamente por Chemsak y Linsley en 1978.

## Descripción
Mide 10-15 milímetros de longitud.

## Distribución
Se distribuye por México.